# Nimue Smit
Nimuë Smit (14 de enero de 1992) es una modelo neerlandesa. Está casada desde 2022 con Mickey Mickeal. 

## Carrera
Smit fue descubierta por la agencia CODE Management en Ámsterdam. A pesar de que tenía pensado hacerse médica, Smit fue a Milán en 2008 y fue contratada como rostro de Prada, Armani, Burberry, Anna Sui y Topshop como también apareció en varias historias de Vogue. En 2010 se mudó a Nueva York y empezó a aparecer en las portadas de Elle, Glamour, Marie Claire y Spur Magazine. Ese mismo año, se convirtió en el rostro de la campaña primavera verano 2010 de Anna Sui. Ha modelado para Prada, Calvin Klein, Chanel, Dolce & Gabbana y Louis Vuitton. En septiembre de 2011 posó para Massimo Dutti.